# Oujé-Bougoumou
Oujé-Bougoumou (en cri : ᐆᒉᐳᑯᒨ ou Ûcêpukumû) est une terre réservée crie (terre de catégorie IA) située en Eeyou Istchee, dans la région administrative du Nord-du-Québec, au Québec. En 2011, la Nation crie d'Oujé-Bougoumou est devenue la dernière Première Nation à être reconnue par le ministère des Affaires autochtones et du Nord du Canada.

## Toponymie
Le village cri d'Oujé-Bougoumou, qui signifie à l'origine notre terre, est fondé en 1989 par des Cris de la région. Les Cris se nomment Eeyou ou même Eenou entre eux.

## Géographie
La Convention de la Baie-James et du Nord québécois définit les limites géographiques des dix communautés cries au Nord-du-Québec.

## Démographie
Le recensement canadien de 2011 y dénombre 725 habitants. En septembre 2016, la Nation crie d'Oujé-Bougoumou avait une population inscrite de 864 membres dont 28 vivaient hors réserve.
| 2001 | 2006 | 2011 | 2016 |
| ---- | ---- | ---- | ---- |
| 553  | 606  | 725  | 737  |

## Gouvernance
La Nation crie d'Oujé-Bougoumou est gouvernée par un conseil de bande. Pour le mandat de 2015 à 2019, ce conseil est composé d'un chef, Curtis Bosum, d'un vice-chef, Lance Cooper, ainsi que de cinq conseillers. Des représentants de ce conseil se rassemblent avec des représentants des neuf autres communautés cries d'Eeyou Istchee pour former le Grand Conseil des Cris.

## Histoire

Vue aérienne.

Oujé-Bougoumou existe depuis 1989. À la suite d'une entente avec le gouvernement du Québec, l'établissement du village est permis, après une intense lutte légale, se soldant même par un barrage routier. Le gouvernement fédéral signe une entente en 1992, pour contribuer au financement de la construction de la communauté de manière permanente, sur les bords du lac Opémiska. La ville a été conçue par l'architecte de renom Douglas Cardinal, connu, entre autres pour la conception de l'édifice du Musée de la civilisation à Gatineau.
En 2011, la Nation crie d'Oujé-Bougoumou a été reconnue par Affaires autochtones et du Nord Canada. Le 15 mai 2014, l'établissement amérindien où est situé le village est converti en terre réservée crie (terres de catégorie IA) régie par la Convention de la Baie-James et du Nord québécois. Contrairement aux autres nations cries du Nord-du-Québec, la nation d'Oujé-Bougoumou ne bénéficie pas de terres de catégorie IB de juridiction provinciale.

## Culture et tourisme
Le village d'Oujé-Bougoumou est récipiendaire d'un prix de l'UNESCO pour sa construction selon plusieurs critères de développement durable ainsi que pour son architecture traditionnelle. Plusieurs principes technologiques et d'urbanisme d'avant-garde ont été mis en place par la communauté tel qu'un système de réseau de chaleur, c'est-à-dire un système de chauffage central entièrement automatisé comportant deux cuves d'ébullition chauffées au bois et à l'huile reliant tous les bâtiments. Les cuves d'ébullition sont approvisionnées par des résidus forestiers provenant du moulin à scie situé à proximité.
L'Institut culturel cri Aanischaaukamikw est situé à Oujé-Bougoumou.
La devise d'Oujé-Bougoumou est : « L'endroit où les gens se rassemblent ».

## Éducation
La Commission scolaire crie administre l'École Waapihtiiwewan (ᐧᐋᐸᐦᑏᐧᐁᐧᐊᓐ ᒋᔅᑯᑕᒫᒉᐅᑲᒥᒄ). Le 21 septembre 1993, l'école, conçue par l'artiste autochtone Douglas Cardinal, ouvre ses portes.